# Berlin Adler
I Berlin Adler (Aquile Berlino in italiano) sono una squadra di football americano di Berlino, in Germania. Militano nella massima serie tedesca, la German Football League.

## Storia
I Berlin Adler sono una delle più antiche squadre di football americano tedesche. Fondati nel 1979 come Berlin Bären (l'orso è il simbolo araldico di Berlino), sono stati tra i membri fondatori del campionato tedesco (la 1. Bundesliga), dove hanno militato per 19 anni, vincendo 4 titolo nazionali. Con l'istituzione della German Football League nel 1998, la squadra fu retrocessa in seconda divisione. Nel 2001 riguadagnarono la promozione nella German Football League, e nel 2004 conquistarono il loro 5º titolo di Germania, sconfiggendo in finale i Braunschweig Lions.
Il loro primo stadio fu il Radrennbahn Schöneberg. Attualmente giocano nel Friedrich Ludwig Jahn Sportpark, che fu anche il campo casalingo della defunta squadra della NFL Europa dei Berlin Thunder.

## Dettaglio stagioni

### Amichevoli
| Stagione | Vin | Par | Per | Tot | PF | PS | avversaria                                     |
| -------- | --- | --- | --- | --- | -- | -- | ---------------------------------------------- |
| 1987     | 1   | 0   | 0   | 1   | 56 | 20 | Hannover Ambassadors/Cologne Crocodiles Ladies |
| Totale   | 1   | 0   | 0   | 1   | 56 | 20 |                                                |

Fonte: americanfootballitalia.com

### Tornei

#### Tornei nazionali

##### Campionato

###### Bundesliga/GFL
| Stagione | regular season | regular season | regular season | regular season | regular season | regular season | playoff | playoff | playoff | playoff | playoff | playoff          | playoff                  |
|          | Vin            | Par            | Per            | Tot            | PF             | PS             | Vin     | Per     | Tot     | PF      | PS      | risultato        | avversaria               |
| -------- | -------------- | -------------- | -------------- | -------------- | -------------- | -------------- | ------- | ------- | ------- | ------- | ------- | ---------------- | ------------------------ |
| 1979     | 4              | 1              | 4              | 9              | 146            | 83             | -       | -       | -       | -       | -       | -                | -                        |
| 1980     | 0              | 0              | 8              | 8              | 50             | 160            | -       | -       | -       | -       | -       | -                | -                        |
| 1981     | 4              | 0              | 8              | 12             | 193            | 297            | -       | -       | -       | -       | -       | -                | -                        |
| 1982     | 3              | 0              | 10             | 13             | 172            | 384            | -       | -       | -       | -       | -       | -                | -                        |
| 1983     | 6              | 0              | 6              | 12             | 269            | 394            | 0       | 1       | 1       | 12      | 52      | Quarti di finale | Ansbach Grizzlies        |
| 1984     | 7              | 0              | 5              | 12             | 237            | 182            | 1       | 1       | 2       | 33      | 27      | Semifinale       | Düsseldorf Panther       |
| 1985     | 12             | 0              | 2              | 14             | 467            | 211            | 1       | 1       | 2       | 51      | 86      | Semifinale       | Ansbach Grizzlies        |
| 1986     | 9              | 0              | 1              | 10             | 292            | 92             | 1       | 1       | 2       | 15      | 17      | Semifinale       | Ansbach Grizzlies        |
| 1987     | 10             | 0              | 0              | 10             | 508            | 71             | 3       | 0       | 3       | 146     | 31      | Campioni         | Badener Greifs           |
| 1988     | 9              | 0              | 1              | 10             | 564            | 105            | 1       | 1       | 2       | 42      | 45      | Semifinale       | Red Barons Cologne       |
| 1989     | 10             | 0              | 0              | 10             | 747            | 26             | 3       | 0       | 3       | 140     | 36      | Campioni         | Red Barons Cologne       |
| 1990     | 10             | 0              | 0              | 10             | 605            | 58             | 3       | 0       | 3       | 159     | 100     | Campioni         | Cologne Crocodiles       |
| 1991     | 13             | 0              | 1              | 14             | 567            | 116            | 3       | 0       | 3       | 112     | 43      | Campioni         | Cologne Falcons          |
| 1992     | 11             | 0              | 1              | 12             | 330            | 167            | 1       | 1       | 2       | 55      | 45      | Semifinale       | Düsseldorf Panther       |
| 1993     | 12             | 1              | 1              | 14             | 516            | 195            | 1       | 1       | 2       | 75      | 45      | Semifinale       | Munich Cowboys           |
| 1994     | 12             | 0              | 2              | 14             | 449            | 221            | 2       | 1       | 3       | 76      | 63      | German Bowl      | Düsseldorf Panther       |
| 1995     | 8              | 0              | 4              | 12             | 283            | 256            | 1       | 1       | 2       | 19      | 21      | Semifinale       | Hamburg Blue Devils      |
| 1996     | 2              | 0              | 10             | 12             | 189            | 358            | 2       | 0       | 2       | 59      | 30      | Non retrocessi   | Berlin Rebels            |
| 1997     | 0              | 0              | 10             | 10             | 104            | 361            | 1       | 1       | 2       | 49      | 61      | Retrocessi       | Paderborn Dolphins       |
| 2002     | 6              | 0              | 6              | 12             | 239            | 144            | 1       | 1       | 2       | 36      | 62      | Semifinale       | Hamburg Blue Devils      |
| 2003     | 8              | 0              | 4              | 12             | 300            | 211            | 1       | 1       | 2       | 41      | 16      | Semifinale       | Braunschweig Lions       |
| 2004     | 8              | 1              | 3              | 12             | 306            | 223            | 3       | 0       | 3       | 89      | 31      | Campioni         | Braunschweig Lions       |
| 2005     | 6              | 0              | 6              | 12             | 376            | 356            | 0       | 1       | 1       | 21      | 40      | Quarti di finale | Marburg Mercenaries      |
| 2006     | 4              | 0              | 8              | 12             | 196            | 234            | -       | -       | -       | -       | -       | -                | -                        |
| 2007     | 8              | 0              | 4              | 12             | 267            | 136            | 1       | 1       | 2       | 37      | 22      | Semifinale       | Stuttgart Scorpions      |
| 2008     | 8              | 0              | 4              | 12             | 141            | 108            | 1       | 1       | 2       | 21      | 23      | Semifinale       | Kiel Baltic Hurricanes   |
| 2009     | 9              | 0              | 1              | 10             | 252            | 91             | 3       | 0       | 3       | 94      | 55      | Campioni         | Kiel Baltic Hurricanes   |
| 2010     | 10             | 0              | 2              | 12             | 303            | 198            | 2       | 1       | 3       | 44      | 26      | German Bowl      | Kiel Baltic Hurricanes   |
| 2011     | 7              | 0              | 7              | 14             | 368            | 296            | 0       | 1       | 1       | 27      | 53      | Quarti di finale | Schwäbisch Hall Unicorns |
| 2012     | 11             | 0              | 3              | 14             | 412            | 294            | 1       | 1       | 2       | 56      | 59      | Semifinale       | Schwäbisch Hall Unicorns |
| 2013     | 7              | 0              | 7              | 14             | 332            | 342            | 1       | 1       | 2       | 63      | 45      | Semifinale       | Dresden Monarchs         |
| 2014     | 6              | 0              | 6              | 12             | 321            | 285            | -       | -       | -       | -       | -       | -                | -                        |
| 2015     | 2              | 0              | 10             | 12             | 145            | 469            | -       | -       | -       | -       | -       | -                | -                        |
| 2016     | 3              | 0              | 11             | 14             | 296            | 643            | -       | -       | -       | -       | -       | -                | -                        |
| 2017     | 1              | 0              | 13             | 14             | 163            | 659            | 0       | 2       | 2       | 19      | 97      | Retrocessi       | Potsdam Royals           |
| 2022     | 6              | 0              | 4              | 10             | 326            | 318            | 0       | 1       | 1       | 21      | 35      | Quarti di finale | Schwäbisch Hall Unicorns |
| Totale   | 252            | 3              | 171            | 428            | 11431          | 8744           | 38      | 22      | 60      | 1522    | 1266    |                  |                          |

Fonti: Enciclopedia del Football - A cura di Roberto Mezzetti

###### Damenbundesliga
| Stagione | regular season | regular season | regular season | regular season | regular season | regular season | playoff | playoff | playoff | playoff | playoff | playoff     | playoff               |
|          | Vin            | Par            | Per            | Tot            | PF             | PS             | Vin     | Per     | Tot     | PF      | PS      | risultato   | avversaria            |
| -------- | -------------- | -------------- | -------------- | -------------- | -------------- | -------------- | ------- | ------- | ------- | ------- | ------- | ----------- | --------------------- |
| 1990     | ?              | ?              | ?              | ?              | ?              | ?              | ?       | ?       | ?       | ?       | ?       | ?           | ?                     |
| 1992     | ?              | ?              | ?              | ?              | ?              | ?              | ?       | ?       | ?       | ?       | ?       | ?           | ?                     |
| 1993     | ?              | ?              | ?              | ?              | ?              | ?              | ?       | ?       | ?       | ?       | ?       | Campionesse | Frankfurt Gamblers    |
| 1994     | ?              | ?              | ?              | ?              | ?              | ?              | ?       | ?       | ?       | ?       | ?       | Campionesse | Nürnberg Hurricanes   |
| 1995     | ?              | ?              | ?              | ?              | ?              | ?              | ?       | ?       | ?       | ?       | ?       | Campionesse | Hannover Stampeders   |
| 1996     | ?              | ?              | ?              | ?              | ?              | ?              | ?       | ?       | ?       | ?       | ?       | Campionesse | Hannover Stampeders   |
| 1997     | ?              | ?              | ?              | ?              | ?              | ?              | ?       | ?       | ?       | ?       | ?       | Campionesse | Hannover Ambassadors  |
| 1998     | ?              | ?              | ?              | ?              | ?              | ?              | ?       | ?       | ?       | ?       | ?       | ?           | ?                     |
| 1999     | ?              | ?              | ?              | ?              | ?              | ?              | ?       | ?       | ?       | ?       | ?       | Ladies Bowl | Nürnberg Hurricanes   |
| 2000     | ?              | ?              | ?              | ?              | ?              | ?              | ?       | ?       | ?       | ?       | ?       | Campionesse | Hamburg Maniacs       |
| 2001     | 8              | 0              | 0              | 8              | 441            | 0              | 2       | 0       | 2       | 67      | 0       | Campionesse | Munich Cowboys Ladies |
| 2002     | 6              | 0              | 0              | 6              | 281            | 6              | 2       | 0       | 2       | 61      | 26      | Campionesse | Munich Cowboys Ladies |
| 2003     | 8              | 0              | 0              | 8              | 430            | 22             | 2       | 0       | 2       | 108     | 12      | Campionesse | Munich Cowboys Ladies |
| 2004     | 4              | 0              | 0              | 4              | 161            | 36             | 2       | 0       | 2       | 46      | 14      | Campionesse | Hamburg Amazons       |
| Totale   | 26+?           | 0+?            | 0+?            | 26+?           | 1313+?         | 64+?           | 8+?     | 0+?     | 8+?     | 282+?   | 52+?    |             |                       |

Fonti: Enciclopedia del Football - A cura di Roberto Mezzetti

###### 2. Bundesliga/GFL2
| Stagione | regular season | regular season | regular season | regular season | regular season | regular season | playoff | playoff | playoff | playoff | playoff | playoff                  | playoff                |
|          | Vin            | Par            | Per            | Tot            | PF             | PS             | Vin     | Per     | Tot     | PF      | PS      | risultato                | avversaria             |
| -------- | -------------- | -------------- | -------------- | -------------- | -------------- | -------------- | ------- | ------- | ------- | ------- | ------- | ------------------------ | ---------------------- |
| 1986     | 5              | 0              | 7              | 12             | 246            | 184            | -       | -       | -       | -       | -       | -                        | -                      |
| 1998     | 7              | 1              | 6              | 14             | 221            | 191            | -       | -       | -       | -       | -       | -                        | -                      |
| 1999     | 7              | 0              | 3              | 10             | 218            | 208            | -       | -       | -       | -       | -       | -                        | -                      |
| 2000     | 6              | 1              | 5              | 12             | 197            | 172            | -       | -       | -       | -       | -       | -                        | -                      |
| 2001     | 10             | 0              | 2              | 12             | 410            | 198            | 0       | 2       | 2       | 46      | 69      | Sconfitti allo spareggio | Kiel Baltic Hurricanes |
| 2018     | 2              | 0              | 12             | 14             | 226            | 421            | -       | -       | -       | -       | -       | -                        | -                      |
| Totale   | 37             | 2              | 35             | 74             | 1518           | 1274           | 0       | 2       | 2       | 46      | 69      |                          |                        |

Fonti: Enciclopedia del Football - A cura di Roberto Mezzetti

###### Regionalliga/Verbandsliga
| Stagione | regular season | regular season | regular season | regular season | regular season | regular season | playoff | playoff | playoff | playoff | playoff | playoff                     | playoff    |
|          | Vin            | Par            | Per            | Tot            | PF             | PS             | Vin     | Per     | Tot     | PF      | PS      | risultato                   | avversaria |
| -------- | -------------- | -------------- | -------------- | -------------- | -------------- | -------------- | ------- | ------- | ------- | ------- | ------- | --------------------------- | ---------- |
| 1987     | 7              | 0              | 1              | 8              | 402            | 34             | -       | -       | -       | -       | -       | -                           | -          |
| 1989     | 6              | 0              | 2              | 8              | 247            | 165            | -       | -       | -       | -       | -       | -                           | -          |
| 2019     | 11             | 1              | 0              | 12             | 485            | 111            | 3       | 1       | 4       | 112     | 31      | Secondo posto girone finale | [ 3 ]      |
| Totale   | 24             | 1              | 3              | 28             | 1134           | 310            | 3       | 1       | 4       | 112     | 31      |                             |            |

Fonti: Enciclopedia del Football - A cura di Roberto Mezzetti

###### Landesliga (quarto livello)/Oberliga
| Stagione | regular season | regular season | regular season | regular season | regular season | regular season | playoff | playoff | playoff | playoff | playoff | playoff   | playoff    |
|          | Vin            | Par            | Per            | Tot            | PF             | PS             | Vin     | Per     | Tot     | PF      | PS      | risultato | avversaria |
| -------- | -------------- | -------------- | -------------- | -------------- | -------------- | -------------- | ------- | ------- | ------- | ------- | ------- | --------- | ---------- |
| 1988     | 4+?            | 0+?            | 0+?            | 6              | 118+?          | 63+?           | -       | -       | -       | -       | -       | -         | -          |
| 1995     | 2              | 0              | 8              | 10             | 148            | 328            | -       | -       | -       | -       | -       | -         | -          |
| 1996     | 6              | 0              | 4              | 10             | 276            | 169            | -       | -       | -       | -       | -       | -         | -          |
| 1997     | 0              | 0              | 10             | 10             | 0              | 200            | -       | -       | -       | -       | -       | -         | -          |
| Totale   | 12+?           | 0+?            | 22+?           | 36             | 542+?          | 760+?          | -       | -       | -       | -       | -       |           |            |

Fonti: Enciclopedia del Football - A cura di Roberto Mezzetti

###### Landesliga (quinto livello)
| Stagione | regular season | regular season | regular season | regular season | regular season | regular season | playoff | playoff | playoff | playoff | playoff | playoff    | playoff       |
|          | Vin            | Par            | Per            | Tot            | PF             | PS             | Vin     | Per     | Tot     | PF      | PS      | risultato  | avversaria    |
| -------- | -------------- | -------------- | -------------- | -------------- | -------------- | -------------- | ------- | ------- | ------- | ------- | ------- | ---------- | ------------- |
| 1994     | 3              | 1              | 2              | 6              | 175            | 103            | 0       | 1       | 1       | 6       | 26      | Semifinale | Leipzig Lions |
| Totale   | 3              | 1              | 2              | 6              | 175            | 103            | 0       | 1       | 1       | 6       | 26      |            |               |

Fonti: Enciclopedia del Football - A cura di Roberto Mezzetti

#### Tornei internazionali

##### European Football League (1986-2013)
| Stagione | regular season | regular season | regular season | regular season | regular season | regular season | playoff | playoff | playoff | playoff | playoff | playoff          | playoff             |
|          | Vin            | Par            | Per            | Tot            | PF             | PS             | Vin     | Per     | Tot     | PF      | PS      | risultato        | avversaria          |
| -------- | -------------- | -------------- | -------------- | -------------- | -------------- | -------------- | ------- | ------- | ------- | ------- | ------- | ---------------- | ------------------- |
| 1988     | -              | -              | -              | -              | -              | -              | 1       | 2       | 3       | 74      | 81      | Quarto posto     | Frogs Legnano       |
| 1990     | -              | -              | -              | -              | -              | -              | 1       | 1       | 2       | 67      | 45      | Semifinale       | Manchester Spartans |
| 1991     | -              | -              | -              | -              | -              | -              | 2       | 1       | 3       | 68      | 58      | Eurobowl         | Amsterdam Crusaders |
| 1992     | -              | -              | -              | -              | -              | -              | 1       | 1       | 2       | 39      | 67      | Quarti di finale | Giaguari Torino     |
| 1996     | 1              | 0              | 0              | 1              | 35             | 7              | 0       | 1       | 1       | 13      | 45      | Quarti di finale | Frogs Legnano       |
| 2009     | 1              | 0              | 1              | 2              | 78             | 31             | -       | -       | -       | -       | -       | -                | -                   |
| 2010     | 2              | 0              | 0              | 2              | 75             | 39             | 3       | 0       | 3       | 110     | 74      | Campioni         | Vienna Vikings      |
| 2011     | -              | -              | -              | -              | -              | -              | 2       | 1       | 2       | 79      | 82      | Eurobowl         | Tirol Raiders       |
| 2012     | -              | -              | -              | -              | -              | -              | 1       | 1       | 2       | 28      | 49      | Semifinale       | Vienna Vikings      |
| 2013     | -              | -              | -              | -              | -              | -              | 1       | 1       | 2       | 52      | 72      | Semifinale       | Vienna Vikings      |
| Totale   | 4              | 0              | 1              | 5              | 188            | 77             | 12      | 9       | 21      | 530     | 578     |                  |                     |

Fonti: Enciclopedia del Football - A cura di Roberto Mezzetti

##### BIG6 European Football League
| Stagione | regular season | regular season | regular season | regular season | regular season | regular season | playoff | playoff | playoff | playoff | playoff | playoff   | playoff          |
|          | Vin            | Par            | Per            | Tot            | PF             | PS             | Vin     | Per     | Tot     | PF      | PS      | risultato | avversaria       |
| -------- | -------------- | -------------- | -------------- | -------------- | -------------- | -------------- | ------- | ------- | ------- | ------- | ------- | --------- | ---------------- |
| 2014     | 2              | 0              | 0              | 2              | 60             | 30             | 1       | 0       | 1       | 20      | 17      | Campioni  | New Yorker Lions |
| 2015     | 0              | 0              | 2              | 2              | 15             | 90             | -       | -       | -       | -       | -       | -         | -                |
| 2016     | 0              | 0              | 2              | 2              | 0              | 86             | -       | -       | -       | -       | -       | -         | -                |
| Totale   | 2              | 0              | 4              | 6              | 75             | 206            | 1       | 0       | 1       | 20      | 17      |           |                  |

Fonti: Enciclopedia del Football - A cura di Roberto Mezzetti

##### European Football League (dal 2014)
| Stagione | regular season | regular season | regular season | regular season | regular season | regular season | playoff | playoff | playoff | playoff | playoff | playoff   | playoff    |
|          | Vin            | Par            | Per            | Tot            | PF             | PS             | Vin     | Per     | Tot     | PF      | PS      | risultato | avversaria |
| -------- | -------------- | -------------- | -------------- | -------------- | -------------- | -------------- | ------- | ------- | ------- | ------- | ------- | --------- | ---------- |
| 2017     | 0              | 0              | 2              | 2              | 30             | 50             | -       | -       | -       | -       | -       | -         | -          |
| Totale   | 0              | 0              | 2              | 2              | 30             | 50             | -       | -       | -       | -       | -       |           |            |

Fonti: Enciclopedia del Football - A cura di Roberto Mezzetti

##### EFAF Cup
| Stagione | regular season | regular season | regular season | regular season | regular season | regular season | playoff | playoff | playoff | playoff | playoff | playoff    | playoff               |
|          | Vin            | Par            | Per            | Tot            | PF             | PS             | Vin     | Per     | Tot     | PF      | PS      | risultato  | avversaria            |
| -------- | -------------- | -------------- | -------------- | -------------- | -------------- | -------------- | ------- | ------- | ------- | ------- | ------- | ---------- | --------------------- |
| 2006     | 1              | 0              | 1              | 2              | 30             | 37             | -       | -       | -       | -       | -       | -          | -                     |
| 2007     | 1              | 0              | 1              | 2              | 47             | 24             | 0       | 1       | 1       | 18      | 22      | Semifinale | Cineplexx Blue Devils |
| 2008     | 2              | 0              | 0              | 2              | 64             | 12             | 2       | 0       | 2       | 54      | 21      | Campioni   | Panthers Parma        |
| Totale   | 4              | 0              | 2              | 6              | 141            | 73             | 2       | 1       | 3       | 72      | 43      |            |                       |

Fonti: Enciclopedia del Football - A cura di Roberto Mezzetti

### Riepilogo fasi finali disputate
| Anno                 | Luogo           | Evento | Fase del torneo         | Incontro                                | Risultato       |
| 4 luglio 2010        | Vienna          | EFL    | Eurobowl                | Vienna Vikings - Berlin Adler           | 31 - 34         |
| 26 giugno 2011       | Innsbruck       | EFL    | Eurobowl                | Tirol Raiders - Berlin Adler            | 27 - 12         |
| 17 giugno 2012       | Vienna          | EFL    | Semifinale              | Vienna Vikings - Berlin Adler           | 34 - 7          |
| 16 giugno 2013       | Vienna          | EFL    | Semifinale              | Vienna Vikings - Berlin Adler           | 41 - 17         |
| 19 luglio 2014       | Berlino         | BIG6   | BIG6 Eurobowl           | New Yorker Lions - Berlin Adler         | 17 - 20         |
| 16-30 settembre 2017 | Berlino/Potsdam | GFL    | Spareggio retrocessione | Berlin Adler - Potsdam Royals           | 12 - 55; 7 - 42 |
| 10 settembre 2022    | Schwäbisch Hall | GFL    | Quarti di finale        | Schwäbisch Hall Unicorns - Berlin Adler | 35 - 21         |

## Palmarès
Prima squadra
- 1 EFAF Cup (2008)
- 1 EFAF Eurobowl (2010)
- 1 BIG6 Eurobowl (2014)
- 6 German Bowl (1987, 1989-1991, 2004, 2009)

Berlin Adler Ladies (squadra femminile)
- 10 Ladies Bowl (1993-1997, 2000-2004)

Rappresentative giovanili
- 5 Junior Bowl (1989, 1990, 1994, 1997, 2009)
- 10 Campionati di Berlino tackle (under 16: 1995, 1996)
- 4 Campionati di Berlino flag football (under 12: 1993-1995, 2001)
- 1 German Junior Flag Bowl (2007)

## Giocatori celebri
Il giocatore simbolo degli Adler è il berlinese Stefan Mücke, che iniziò la lunga militanza nella squadra a 18 anni nel 1987 e ha disputato la sua ultima stagione nel 2008. Il suo numero di maglia (il 53) è stato ritirato.